# Hadera
Hadera (Hebreeuws: חדרה; Arabisch: الخضيرة) is een Israëlische stad in de noordelijke Sharonvlakte, tussen Netanya en Haifa. De stad wordt vaak aangeduid als de noordelijke grens van de metropool van Tel Aviv ("van Gadera tot Hadera") en had in december 2005 74.700 inwoners. Het is de hoofdstad van een gelijknamig subdistrict dat gelegen is in het district Haifa.

## Geschiedenis
Hadera werd opgericht als een agrarisch dorp in 1891, op gronden die Joden hadden aangekocht in het toenmalige Ottomaanse Rijk.
In 1936 bouwde men een centrale synagoge, gedeeltelijk op resten van een oude herberg.

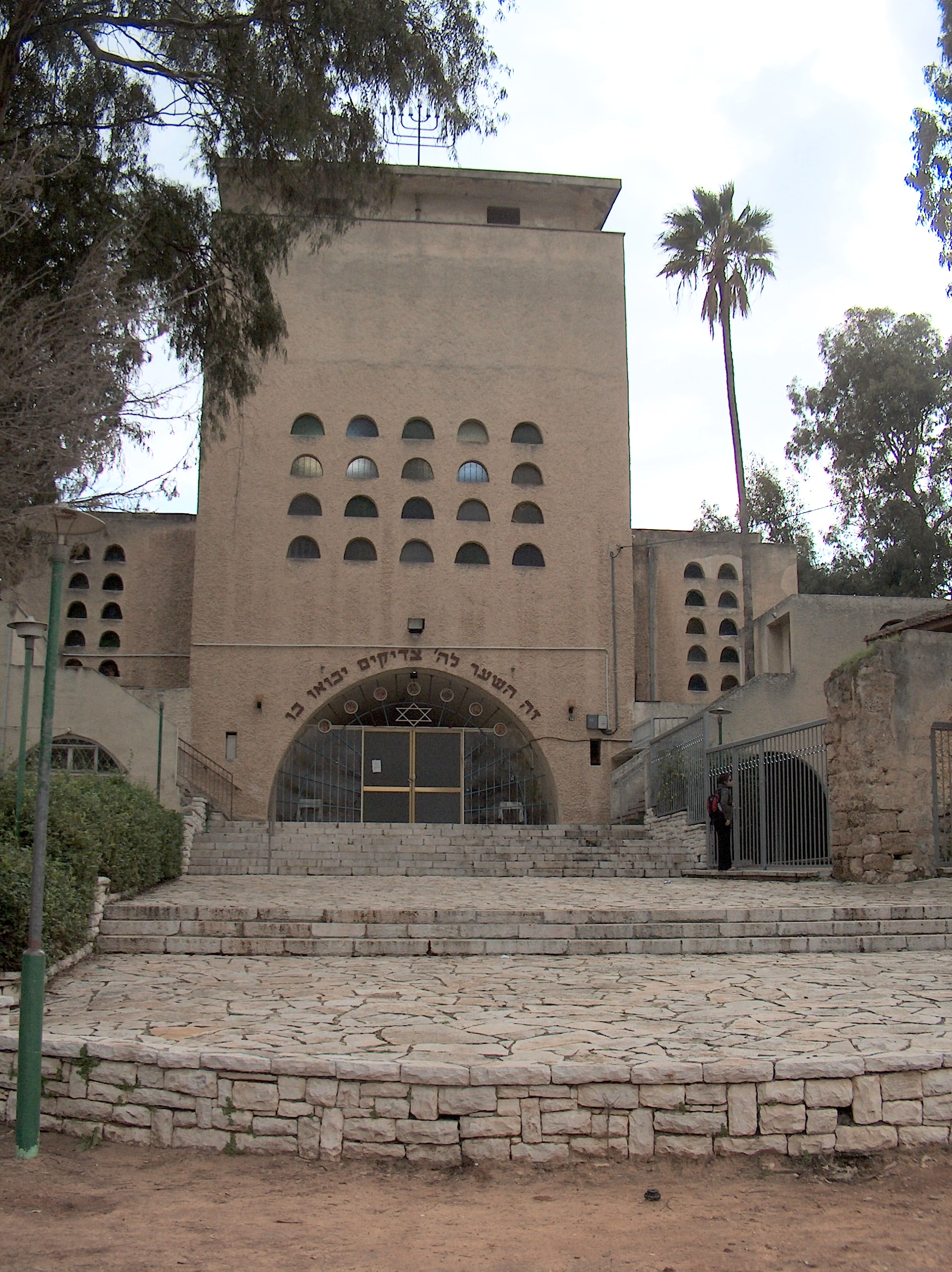
De Grote Synagoge van Hadera, uit 1940

## Economie
Tegenwoordig werken de meeste inwoners in de dienstverlening en de industrie in de stad en erbuiten, als forensen. Onder de grote werkgevers van de stad zijn het Medisch Centrum Hillel Yaffe en de elektriciteitscentrale Orot Rabin. Orot Rabin ("lichten van Rabin") is een steenkoolcentrale, waarvoor de brandstof veelal uit Zuid-Afrika wordt ingevoerd. De kolen worden aan een pier op palen gelost en met een lopende band naar de centrale vervoerd.
Het sociaal-economische profiel van de stad is gemiddeld op Israëlische schaal (5 uit 10), maar het gemiddelde salaris van werknemers ligt onder het landelijk gemiddelde. Er wonen 1048 vrouwen op elke 1000 mannen.

## Cultuur en toerisme
Hadera heeft riante stranden aan de Middellandse Zee. De stad gaat prat op een semi-professioneel symfonisch strijkorkest en een van de oudste blaasorkesten van Israël, het brandweerorkest. Dit orkest werd gesticht door Otto Gronich, de vader van componist/zanger Shlomo Gronich, wellicht de bekendste zoon van de stad. Olympisch kampioen windsurfen Gal Fridman werd ook in Hadera geboren, maar alleen omdat het streekziekenhuis diensten verleent aan zijn woonplaats Pardes Hana-Karkur.

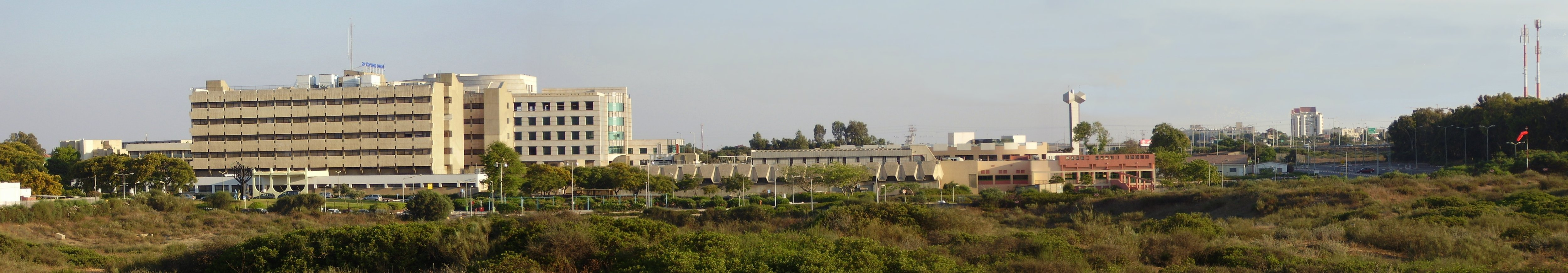
Medisch Centrum Hille Yaffe, het streekziekenhuis van Hadera

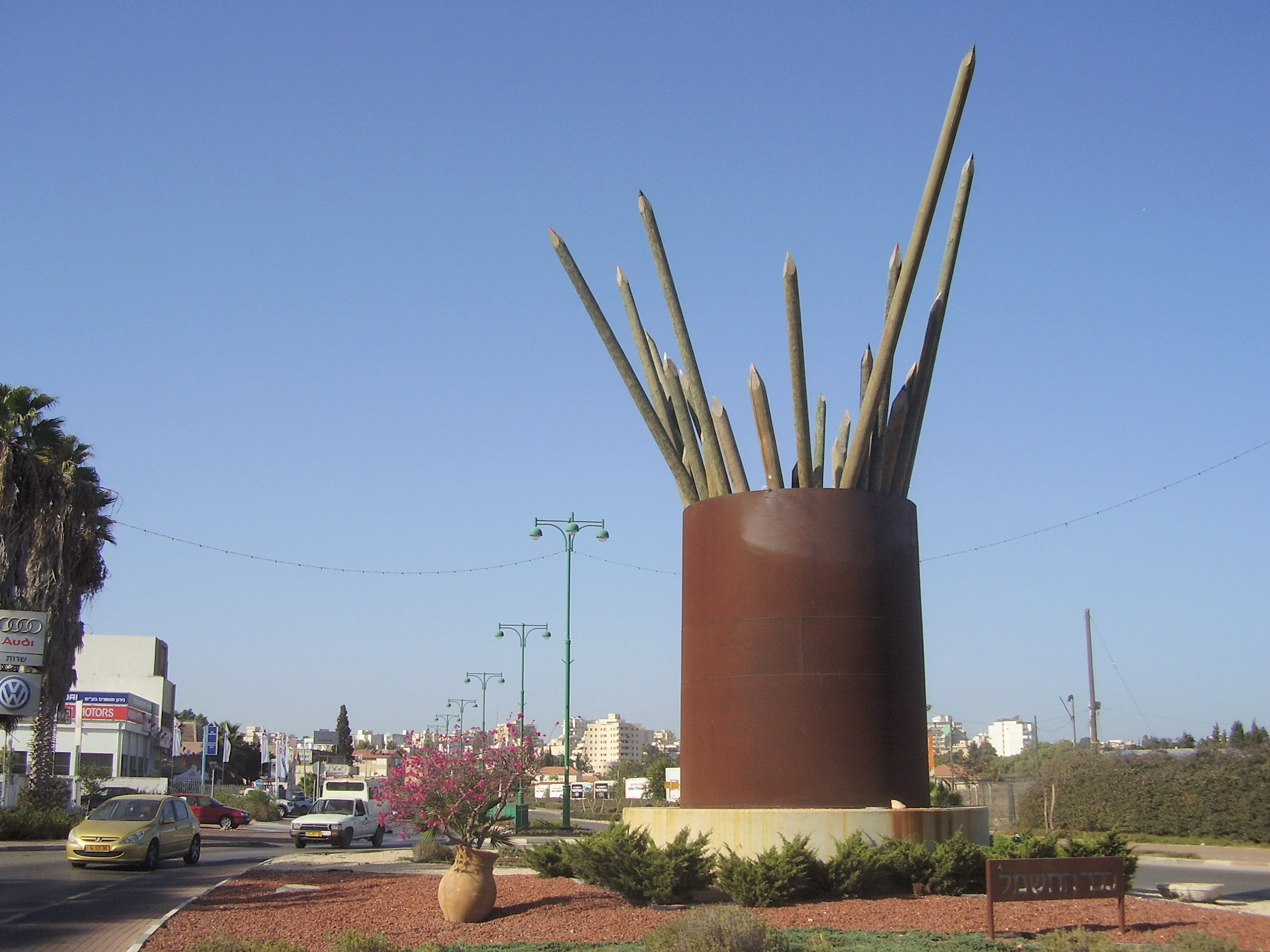
Kikar Hahashmal (Het elektriciteitsplein) met beeld

## Zustersteden
- Saint Paul (Minnesota), Verenigde Staten (sinds 1981)
- Neurenberg, Beieren (sinds 1995)
- Charlotte (North Carolina), Verenigde Staten (sinds 2008)
- Haren (Groningen), Nederland
- Besançon, Frankrijk (sinds 1964)
- Derbent, Rusland (sinds 2006)

## Geboren
- Gal Fridman (1975), windsurfer
- Shlomo Gronich (1949), musicus
- Sarit Hadad (1978), zangeres
- Ofra Harnoy (1965), celliste
- Moshe Kahlon (1960), politicus
- Yoav Ziv (1981), voetballer